# Don Delaney
Don Delaney é um ex-treinador de basquete profissional estadunidense, o qual serviu de interino no Cleveland Cavaliers no início da década de 80. Delaney também foi gerente geral da mesma equipe. O ex-presidente do Cavaliers, Ted Stepien, fez Don assinar um contrato de um ano como treinador da equipe em março de 1981.
Um artigo na revista Basketball Digest em janeiro de 2004 elegeu Delaney como um dos cinco piores treinadores da história da NBA[carece de fontes?].